# Ley para la prevención de la descendencia de las personas con enfermedades hereditarias

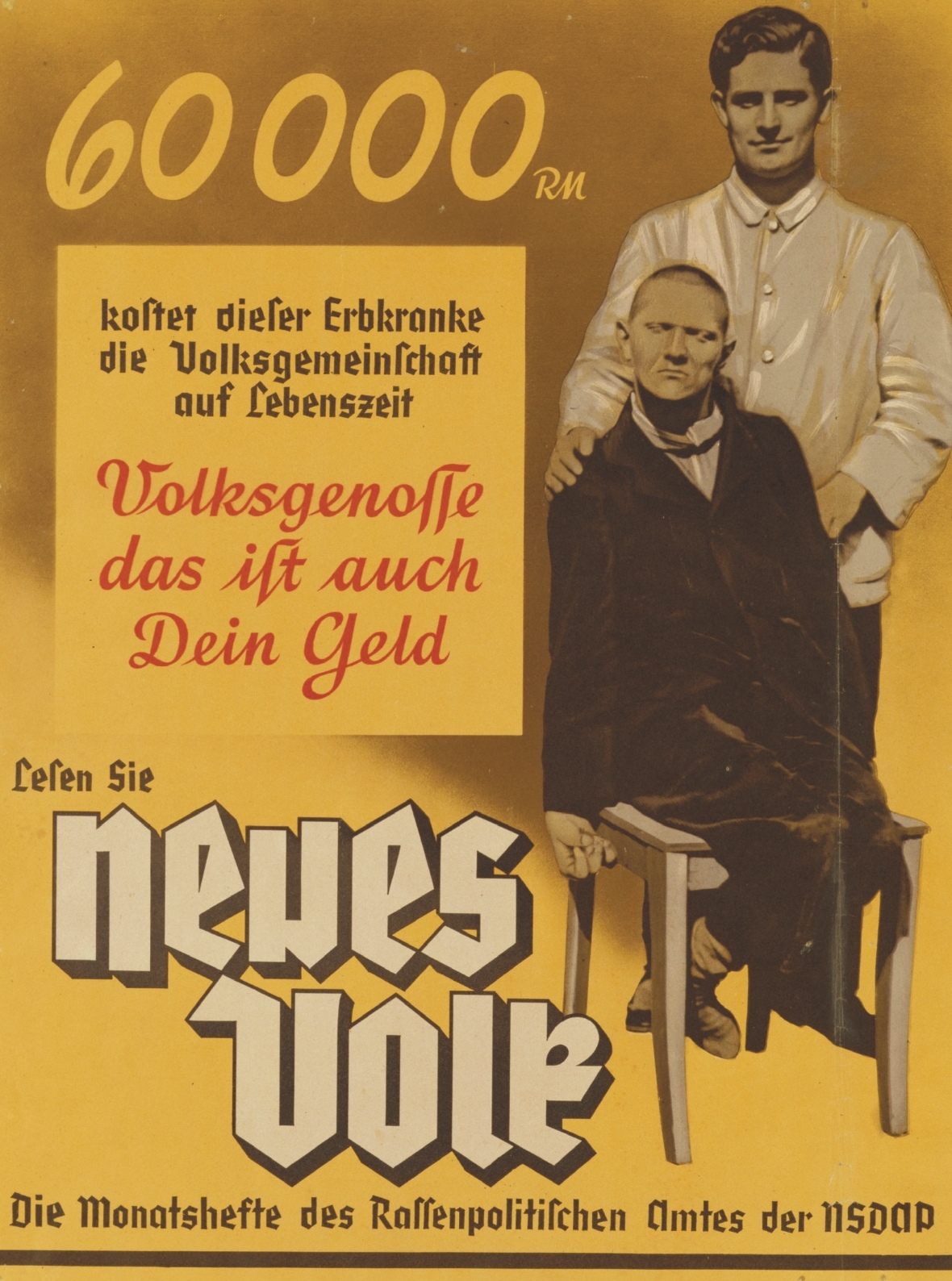
Cartel de 1937 de la revista mensual Neues Volk de la Oficina de Políticas Raciales del NSDAP que pretende justificar el exterminio de las personas discapacitadas. En él se dice: "Esta persona que padece una enfermedad hereditaria le cuesta a la comunidad nacional 60.000 Reichsmarks de por vida. Camarada, ese es tu dinero también".

La Ley para la prevención de la descendencia de las personas con enfermedades hereditarias (en alemán Gesetz zur Verhütung erbkranken Nachwuchses), también conocida como Ley de esterilización forzosa, fue una ley de la Alemania nazi aprobada por el gobierno del Reich el 14 de julio de 1933, solo cinco semanas y media después del nombramiento de Adolf Hitler como nuevo Canciller del Reich. La ley creaba unos Tribunales de Salud Hereditaria que eran los órganos encargados de decidir la esterilización forzosa de las personas que entraran en algunos de los supuestos de deficiencias hereditarias que contemplaba la propia ley. En total entre 1933 y 1939 fueron esterilizadas en Alemania más de 360.000 personas ―400.000 hasta 1945―, la mayor parte de ellas pertenecientes a las clases más bajas pues en la mayoría de ocasiones, según Richard J. Evans, «las razones dadas para la esterilización se referían con más frecuencia a la desviación social que a una enfermedad hereditaria demostrable».
Como complemento a la Ley de esterilización forzosa, doce días después se aprobó una norma por la que se impedía el acceso a los créditos matrimoniales a las personas que padecían enfermedades mentales o físicas hereditarias. Meses más tarde se completó con otra norma que extendió la prohibición a las ayudas para los hijos. Según Richard J. Evans, «era un paso más hacia la prohibición de los matrimonios indeseables desde el punto de vista de la raza».
Tras la decisión de la cúpula nazi de iniciar el asesinato masivo de los discapacitados y enfermos mentales (el que sería conocido como el programa Aktion T-4), se promulgó un decreto el 31 de agosto de 1939 que daba por oficialmente concluido el programa de esterilización forzosa en todos los casos salvo algunas excepciones.

## Antecedentes
En la última década del siglo XIX se afianzó entre ciertos sectores científicos y médicos del Imperio Alemán (1875-1918) la idea eugenésica de que había que mejorar la «raza alemana» favoreciendo la reproducción de los «aptos» e impidiendo u obstaculizando la de los «no aptos». Uno de sus principales defensores fue Alfred Ploetz, que en 1905 fundó junto con su cuñado Ernst Rüdin la Sociedad de Higiene Racial. La obra más influyente fue El enigma del mundo de Ernst Haeckel, publicada en 1899, en la que su autor defendía la aplicación de la pena de muerte a los criminales y la eliminación de los enfermos mentales mediante inyecciones letales y electrocución. Sin embargo, antes de la Gran Guerra estas ideas eugenésicas y de «higiene racial» tuvieron una escasa influencia en la políticas de los gobiernos.
Durante la República de Weimar (1918-1933) las ideas de la «higiene racial» se propagaron entre los médicos y trabajadores sociales y se convirtió en un dogma la creencia de que la herencia desempeñaba un papel no sólo en las deficiencias físicas y mentales sino también en el alcoholismo crónico, la pequeña delincuencia persistente y en la «estupidez moral», grupo en el que se incluía a las prostitutas ―en 1923 el médico Theodor Vierstein fundó el «Centro de Información Biológico-Criminal» para reunir datos de todos los delincuentes conocidos y de sus familias y así identificar las cadenas hereditarias de las «anomalías»―. Así, algunos médicos eugenistas se manifestaron a favor de la esterilización forzosa para impedir que los seres humanos «inferiores» se reprodujeran. Más lejos fueron el abogado Karl Binding y el psiquiatra forense Alfred Hoche que en un pequeño libro publicado en 1920 abogaron por la eliminación de las personas que llevaban una «vida indigna de la vida» (Vernichtung lebensunwerten Lebens), que incluía a los enfermos incurables y a los retrasados mentales, argumentando, además de las razones de «higiene racial», que constituían una «existencia lastre» (Ballastexistenzen) para la comunidad debido al alto coste que suponía cuidarlos y al gran número de camas de hospitales que ocupaban. Sin embargo, estas ideas fueron rechazadas por la inmensa mayoría de los médicos y los sucesivos gobiernos de la República de Weimar, comprometidos con la defensa de los derechos individuales, se negaron a aprobar la esterilización forzosa. La Iglesia católica en Alemania también desempeñó un importante papel en el rechazo de estas propuestas.

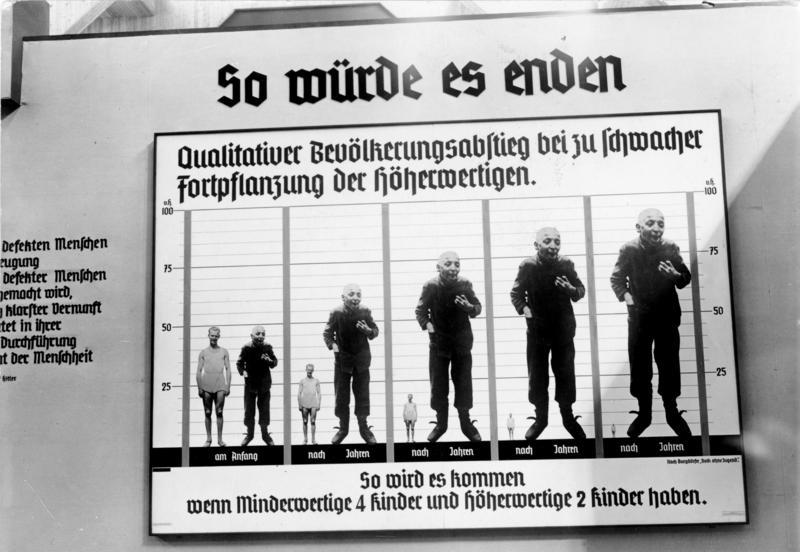
Cartel de la exposición eugenésica nazi "Wunder des Lebens" ('Milagros de la vida') de 1935 en la que se muestra una proyección demográfica sobre lo que pasaría (So würde es enden!, '¡Así terminaría!) si los "inferiores" (Minderwertige) tuvieran el doble de hijos (4 sobre 2) que los "superiores" (Höherwertige). De esta forma se justificaba la política eugenésica nazi.

Sin embargo, a consecuencia del duro impacto que tuvo en Alemania la crisis de 1929 se empezó a cuestionar la enorme carga que representaba para los presupuestos de la República el gasto en asistencia social, y también aumentó el número de médicos y de trabajadores sociales que creían que la desviación social, la pobreza y la indigencia provenían de la degeneración racial de aquellos que la sufrían. Así, en 1932 la Asociación Médica Alemana pidió que se aprobara un ley de esterilización voluntaria. Por su parte psiquiatras y criminólogos también defendieron la esterilización de los «delincuentes habituales».
La gran mayoría de los defensores de la higiene racial acogieron con entusiasmo el ascenso al poder de los nazis el 30 de enero de 1933 pues estaban convencidos de que por fin se aplicarían las políticas eugenésicas que ellos propugnaban ―la minoría de higienistas raciales vinculada a ideas u organizaciones de izquierda y los higienistas judíos, que también los había, fueron apartados de la Sociedad de Higiene Racial que enseguida cayó en poder de los nazis―. Alfred Ploetz, el líder del movimiento eugenésico alemán durante los cuarenta años anteriores, le escribió una carta a Hitler ofreciéndole todo su apoyo, a pesar de que tenía más de setenta años.
Cuando Hitler llegó al poder ya hacía algunos años que había adoptado los postulados de los eugenistas radicales. En Mein Kampf había defendido la esterilización de los enfermos incurables y de los «individuos defectuosos»:

Es un contrasentido dejar que enfermos incurables contaminen continuamente a los que están sanos. [...] La exigencia de que se impida a los individuos defectuosos propagar vástagos igualmente defectuosos es una exigencia cuya razón está clarísima. [...] El enfermo incurable será implacablemente segregado, en caso necesario... una medida bárbara para el desdichado al que se le aplique, pero una bendición para su prójimo y para la posteridad.

## La ley
Poco después de alcanzar el poder, el nuevo ministro del Interior, el nazi Wilhelm Frick, se apresuró a anunciar que se reduciría el gasto público destinado a los «individuos inferiores y asociales, los enfermos, los deficientes mentales, los locos, los tullidos y los delincuentes». También anunció lo que era más grave: que a estos grupos se les iba a aplicar una política implacable de «erradicación y selección». La amenaza nazi se cumplió pocos meses después con la promulgación de la Ley para la prevención de la descendencia de las personas con enfermedades hereditarias (Gesetz zur Verhütung erbkranken Nachwuchses).
El proyecto de ley que aprobaría el gobierno del Reich el 14 de julio de 1933 fue impulsado por el médico «archinazi» Leonardo Conti, recién nombrado comisario especial para asuntos médicos del gobierno prusiano. La elaboración del proyecto fue obra de Arthur Gütt, un médico nazi hasta entonces marginado en el seno de la profesión médica y a quien Conti había conseguido colocar en el departamento médico del Ministerio del Interior del Reich. Gütt, que en 1924 ya había elaborado un memorando de «directrices de política racial» sobre «esterilización de personas enfermas e inferiores» que había enviado a Hitler, formó un comité de especialistas sobre política racial que a principios de julio ya había acabado de redactar el proyecto de ley. El texto que presentaron se basaba en el proyecto de ley de esterilización voluntaria que en 1932 había elaborado el gobierno prusiano para las personas que padecieran enfermedades hereditarias físicas o mentales ―que no llegó a promulgarse―, pero introduciendo una importante novedad: la esterilización sería obligatoria. Aunque Hitler no participó en la elaboración de la ley, los que la redactaron lo hicieron, según Ian Kershaw, «sabiendo que estaba de acuerdo con los sentimientos que él había expresado». Así, cuando se presentó ante el gabinete Hitler le dio su total aprobación y se enfrentó al vicecanciller Franz von Papen, preocupado por el rechazo que la ley provocaría entre los sectores católicos, que propuso que la esterilización fuese voluntaria. Hitler le dijo: «Todas las medidas que se tomasen en defensa de la nación [Volkstum] estaban justificadas». Y añadió a continuación que eran también «moralmente indiscutibles,  teniendo en cuenta que las personas que tenían enfermedades hereditarias se reproducían en una cuantía considerable [in erheblichem Masse], mientras que por el contrario había millones de niños sanos que no llegaban a nacer».
La ley prescribía la esterilización forzosa de las personas que padecieran enfermedades mentales, afecciones psíquicas y neurológicas (debilidad mental congénita, esquizofrenia, psicosis maníaco depresiva, epilepsia hereditaria, corea de Huntington), discapacidades físicas (ceguera, sordera hereditaria) o tuvieran deformidades físicas graves o fueran alcohólicas crónicas. Para decidir qué personas serían esterilizadas forzosamente se crearon 181 Tribunales de Salud Hereditaria  (Erbgesundheitsgericht) que actuarían a instancias de los funcionarios de salud pública y de los directores de instituciones como clínicas, residencias, asilos, escuelas especiales y similares ―para quienes la esterilización de sus pacientes resultaba atractiva porque después de practicarla se les podía dar de alta, lo que suponía una considerable reducción del gasto de las instituciones que regían―. Además, los médicos fueron obligados a registrar todos los casos de enfermedades hereditarias que trataran y tuvieron que seguir unos cursos para reconocer la «degeneración» hereditaria, observando, por ejemplo, la forma de los lóbulos de las orejas de los pacientes, la media luna de sus uñas o la forma de caminar. Las Universidades elaboraron «exámenes prácticos de inteligencia» con preguntas como «¿Por qué son las casas más altas en la ciudad que en el campo?».

## La aplicación de la ley

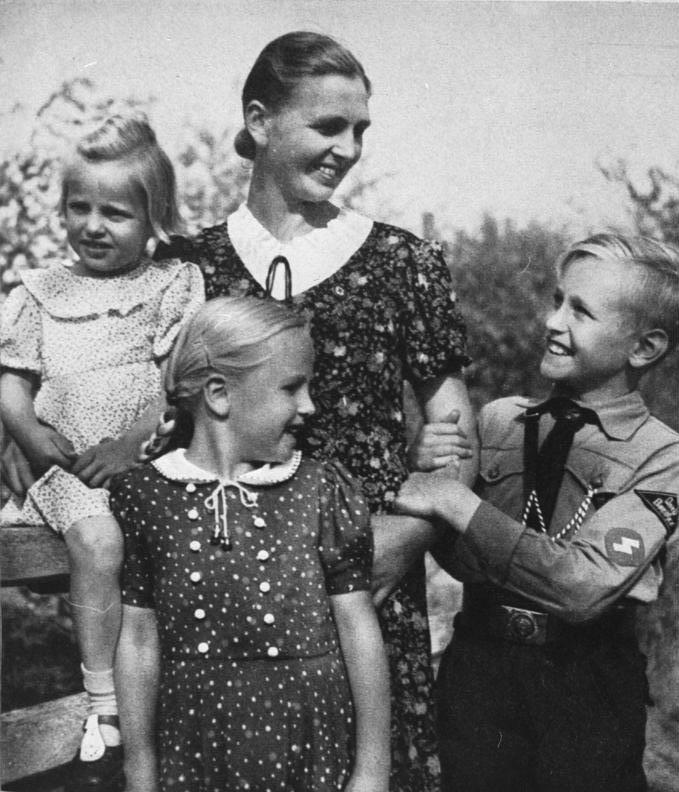
Fotografía propagandística de una mujer "aria" con sus tres hijos en la que se ensalza el ideal racial nazi de la mujer y de su papel en la "comunidad nacional". Las mujeres que estaban lejos de este modelo eran candidatas a ser esterilizadas como una medida de "higiene racial".

La mayoría de los pacientes tuvieron que ser obligados a la esterilización ―vasectomía para los varones; ligadura de trompas para las mujeres― pues muchos se negaron a hacerlo voluntariamente. En 1934 unas 4000 personas presentaron un recurso ante los tribunales de apelación establecidos por la ley ―formados por un abogado y dos médicos―, pero casi todos fueron desestimados. Y de los alrededor de 64.500 casos que juzgaron los Tribunales de Salud Hereditaria ese mismo año, más de 56.000 fueron fallados a favor de la esterilización, alegando en la sentencia en la mayor parte de los casos «debilidad mental congénita», un concepto muy ambiguo y amplio ―en el que se podía incluir la prostitución o el alcoholismo― lo que daba un inmenso poder a médicos y tribunales. En total entre 1933 y 1939 fueron esterilizadas en Alemania más de 360.000 personas ―400.000 hasta 1945―, la mayor parte de ellas pertenecientes a las clases más bajas pues en la mayoría de ocasiones, «las razones dadas para la esterilización se referían con más frecuencia a la desviación social que a una enfermedad hereditaria demostrable». «Así, en esencia, el régimen utilizó la esterilización para borrar aquellas áreas de la sociedad que no se adaptaban al ideal nazi del nuevo hombre y de la nueva mujer: eran… mendigos, prostitutas, vagabundos, personas que no querían trabajar, personas procedentes de orfanatos y de reformatorios, de los barrios bajos y de las calles. […] Esta nueva ley entregó al régimen el poder de llegar a la esfera más íntima de la existencia humana, la sexualidad y la reproducción…».
Este es el informe que escribió un médico sobre un candidato a ser esterilizado sobre la base de su supuesta «debilidad moral»:

En el expediente del trabajador social se le describe como mendigo o vagabundo. Recibe el 50 por 100 de una pensión por herida de guerra, porque padece de tuberculosis pulmonar e intestinal. Gasta el dinero de manera muy irresponsable. Fuma mucho y a veces se emborracha. Ha estado interno repetidas veces en Farmsen. Deja la institución con frecuencia para vagabundear. Tiene condenas previas por resistencia a la autoridad, perturbación del orden público, difamación y daños personales graves. En su expediente de asistencia social se informa de que ha perturbado a menudo el orden del servicio y ha agredido físicamente a los funcionarios, de modo que se le ha prohibido la entrada en la oficina. De acuerdo con el DR. […], C. es un “individuo mentalmente inferior en grado sumo sin ningún valor para la comunidad”.

En la cúpula del poder nazi también se planteó la esterilización forzosa de los «delincuentes habituales», pero el ministro de Justicia, el católico Franz Gürtner, consiguió bloquear la iniciativa alegando que era innecesaria ya que la mayoría de ellos se encontraban en prisión de por vida según las nuevas normas de «confinamiento de seguridad» y, por tanto, no se podían reproducir. Sin embargo, los presos podían ser esterilizados si entraban en alguna de las categorías establecidas en la ley y muchos médicos de las cárceles se esforzaron en lograrlo identificándolos como «débiles mentales» o como «alcohólicos» ―de hecho a finales de 1939 ya habían sido esterilizados cerca de 5.400 reclusos―.
Los discapacitados físicos no se vieron afectados por la ley ―solo un escaso 1 por cien― pues la mayoría de los médicos pensaban que tres cuartas partes de las disminuciones físicas se desarrollaban después del nacimiento y que no se transmitían a sus descendientes, por lo que no podían ser incluidos en el apartado que hablaba de «deformidad física hereditaria grave». Pero la razón principal de que los discapacitados físicos no fueran esterilizados fue económica ya que no suponían una «carga» para la «comunidad nacional» porque podían desempeñar determinados trabajos, especialmente si sus tratamientos habían tenido cierto éxito. Esta idea se fue afianzando conforme fue creciendo la necesidad de mano de obra de la economía alemana propulsada por el rearme. Un síntoma del cambio del punto de vista nazi sobre los discapacitados físicos, en el que también influyó que muchos de ellos fueran veteranos de la Gran Guerra y su esterilización forzosa no habría sido aprobada por la opinión pública, fue que se aceptara la propuesta de Otto Perl, fundador en 1919 de la Liga para el Avance de la Autonomía de los Disminuidos Físicos, de que en los documentos oficiales se sustituyera el término peyorativo «inválido» (Krüppel) por el más neutral de «disminuido físico» (Körperbehinderte). Además la Liga de Perl, que integraba a muchos heridos de la Gran Guerra, fue incorporada a la Asistencia Nacionalsocialista. Sin embargo, los nazis no consideraron a los disminuidos físicos como miembros plenos de la «comunidad nacional», por lo que fueron discriminados en la escuela y en marzo de 1935 se les prohibió el acceso a la enseñanza secundaria, junto con los estudiantes que habían fracasado «persistentemente en su formación física». «Los que no estaban en condiciones de luchar eran ciudadanos de segunda clase», comenta Richard J. Evans.

## Comparación con otros países
Richard J. Evans advierte que la Alemania nazi no fue el único país que aplicó la esterilización forzosa para supuestamente evitar la degeneración hereditaria. El pionero había sido Estados Unidos ya que antes de que los nazis llegaran al poder 28 estados habían aprobado leyes que ocasionaron que unas 15.000 personas fueron esterilizadas ―sin embargo, su número nunca alcanzó las cifras nazis pues en 1939 habían sido esterilizadas unas 30.000―. Así, los higienistas raciales alemanes utilizaron el ejemplo estadounidense como justificación. De hecho el eugenista extremista estadounidense Harry Laughlin, que en 1931 había propuesto esterilizar a 15 millones de ciudadanos norteamericanos de «razas inferiores», recibió un doctorado honoris causa por la Universidad de Heidelberg. Otros países también habían aprobado leyes de esterilización de un tipo u otro antes de 1933, como Suiza o Dinamarca, donde se esterilizó a unas 6.000 personas. Después de esa fecha lo hicieron Noruega, donde fueron esterilizadas más de 40.000 personas, o Suecia, donde fueron esterilizadas cerca de 63.000 personas entre 1935 y 1975. Richard J. Evans destaca que las personas esterilizadas en la Alemania nazi y en el resto de los países, «lo fueron por razones que no divergían mucho de las dadas por… los eugenistas de todo el mundo en la misma época». «La gran diferencia ―advierte Evans― sólo emergería más adelante, cuando empezó la guerra y el régimen nazi pasó de esterilizar a los desviados desde el punto de vista social a asesinarlos».